# جوان كارلايل
جوان كارلايل أو كارليل أو كارليال (حوالي 1606-1679) هي رسامة بورتوريه إنجليزية، وهي وأول امرأة على الإطلاق تمارس الرسم باحترافية.

## السيرة الذاتية

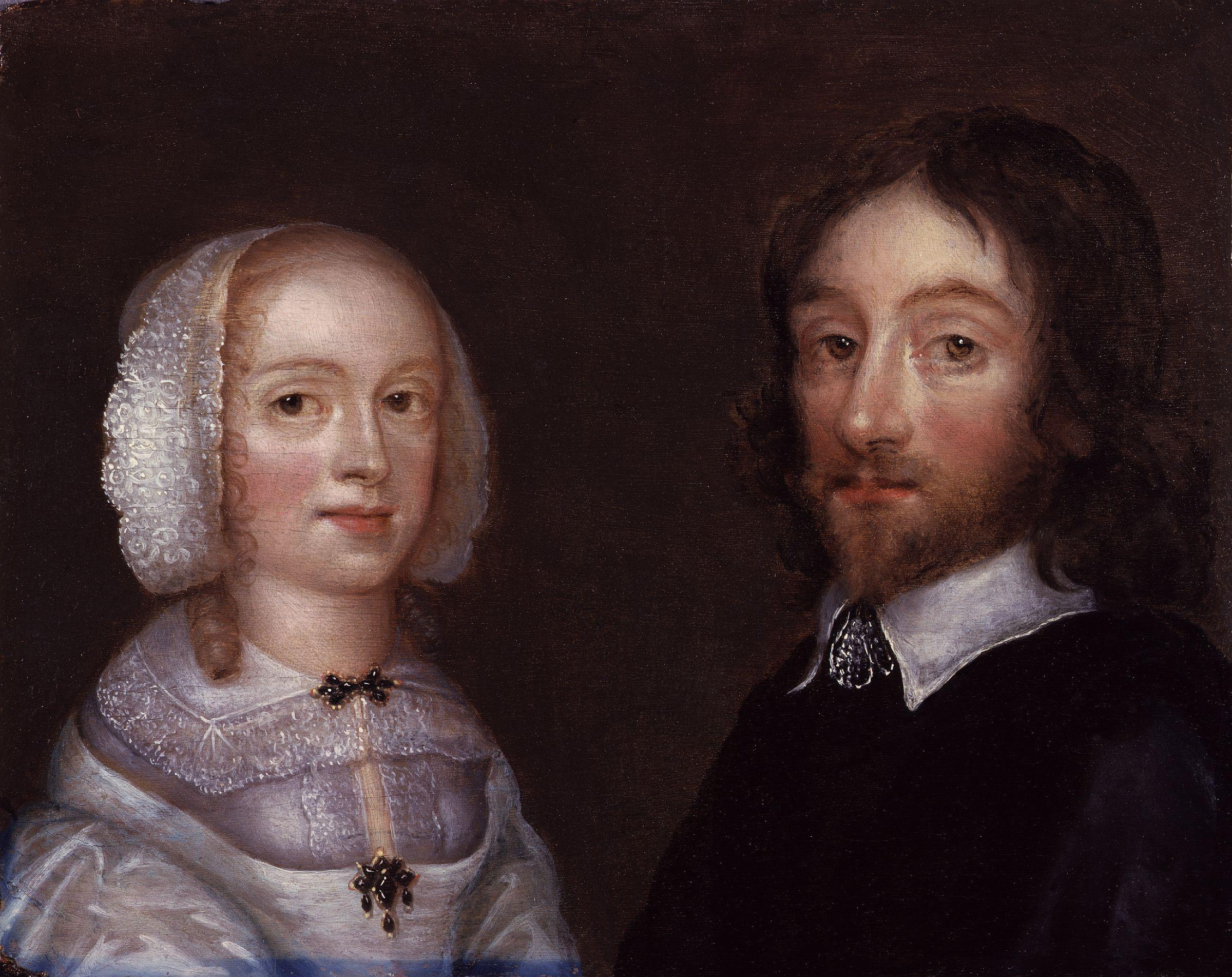
بورتوريه رسمته جوان بعنوان ليدي دوروثي براون وني مايلهام والسير توماس براون

ولدت جوان كارلايل باسم جوان بالمر، ابنة ويليام بالمر، موظف في الحدائق الملكية في لندن.
كارلايل نسخة أعمال فنانو إيطاليا وأعادت إنتاجهم في بورتوريهات مصغرة. كمان كانت أيضًا رسامة بارعة بذاتها.
في يوليو 1626، تزوجت لودويك كارلايل، من نبلاء تشارلز الأول وشاعر وكاتب مسرحي. كما كان حارسًا في ريتشموند بارك خلال فترة الكومنولث الإنكليزي، وعليها حصل على الإقامة في بيترشام لودج، والتي هدمت في تسعينيات القرن السابع عشر من قبل لورانس هايد. انتقل الزوجان إلى كوفنت غاردن عام 1654 لكنهما عادا إلى بيترشام بعد ذلك بعامين بعد استرداد مونارشي. عادا إلى لندن عام 1665.
توفي لودويك عام 1675 ودفن في باحة كنيسة بيترشام بارش. أما جوان فتوفيت بعده بأربعة أعوام ودفنت بجواره في السابع والعشرين من فبراير.
كان للودويك وجوان ابنين، جيمس (تزوج لإلين وأنجبا ولدين، جيمس ولودويك) وبينيلوب (تزوجت من جون فيشر).

## أعمالها
لوحة البورتوريه «السيدة دوروثي براوني، ني مايلهام، السير توماس براوني» معلقة في معرض اللوحات القومي في لندن. وهي أيضًا من رسم بورتوريه «السير توماس براون» الموجود في معرض البورتوريه القومي.
اللوحة من حوالي العام 1648 للكونتيسة إليزابيث موراي، كونتيسة ديسرت، مع زوجها وأختها، قد رسمتها جوان ومملوكة لمؤسسة التراث القومي. ومعروضة في «هام هاوس». وتوجد لوحة أخرى لكونتيسة ديسرت وتعود لجوان أيضًا، تعود ملكيتها لقلعة ثيرلستين.
لوحة عائلة كارلايل مع السير جاستينيان إشام في ريتشموند بارك موجودة في لامبورت هول في لامبورت، نورثامبتون شاير. وتعرف أيضًا بأ ستاج هانت (بالإنجليزية: A Stag Hunt)‏ أو ذا ستاج هانت (بالإنجليزية: The Stag Hunt)‏, أو ستاج هانت إن ريتشموند بارك (بالإنجليزية: Stag hunt in Richmond Park)‏، كما عرضت في معرض تيت عام 1972.
لوحتها ذات الطول الكامل والمعتقد بأن تكون لليدي آن وينتوورث في ثوب أبيض وشملة أرجوانية هي ضمن مجموعة خاصة.
بورتوريه مصغر تحت وصف سيدة ترتدي فستانًا أبيض مع دبوس مزخرف على صِدارِه.... بيع في مزاد علني بواسطة سوذبيز في لندن عام 2005.